# WTA 125K series 2015
WTA 125K series 2015 – sezon profesjonalnych kobiecych turniejów tenisowych niższej kategorii organizowanych przez Women’s Tennis Association w 2015 roku, które obejmują cykl 6 turniejów z pulą nagród wynoszącą 125 000 dolarów amerykańskich. Zawody rozgrywane w ramach WTA 125K series nie są zaliczane do głównego cyklu rozgrywek WTA Tour.

## Kalendarz turniejów
| Data         | Turniej                                                               | Zwyciężczynie                    | Wynik            | Finalistki                              | Półfinalistki                          | Ćwierćfinalistki                                                    |
| ------------ | --------------------------------------------------------------------- | -------------------------------- | ---------------- | --------------------------------------- | -------------------------------------- | ------------------------------------------------------------------- |
| 27 lipca     | Jiangxi Women’s Tennis Open Nanchang 125 000 $ – Twarda – 32S/16Q/16D | Jelena Janković                  | 6:3, 7:6(6)      | Chang Kai-chen                          | Han Xinyun Lu Jiajing                  | Duan Yingying Liu Fangzhou Wang Yafan Han Na-lae                    |
| 27 lipca     | Jiangxi Women’s Tennis Open Nanchang 125 000 $ – Twarda – 32S/16Q/16D | Chang Kai-chen Zheng Saisai      | 6:3, 4:6, 10–3   | Chan Chin-wei Wang Yafan                | Han Xinyun Lu Jiajing                  | Duan Yingying Liu Fangzhou Wang Yafan Han Na-lae                    |
| 7 września   | Dalian Women's Tennis Open Dalian 125 000 $ – Twarda – 32S/16Q/16D    | Zheng Saisai                     | 2:6, 6:1, 7:5    | Julja Gluszko                           | Wang Qiang Petra Martić                | Chang Kai-chen Liu Fangzhou Sara Sorribes Tormo Wang Yafan          |
| 7 września   | Dalian Women's Tennis Open Dalian 125 000 $ – Twarda – 32S/16Q/16D    | Zhang Kailin Zheng Saisai        | 6:3, 6:4         | Chan Chin-wei Darija Jurak              | Wang Qiang Petra Martić                | Chang Kai-chen Liu Fangzhou Sara Sorribes Tormo Wang Yafan          |
| 9 listopada  | Open de Limoges Limoges 125 000 $ – Twarda (hala) – 32S/16Q/8D        | Caroline Garcia                  | 6:1, 6:3         | Louisa Chirico                          | Kateřina Siniaková Francesca Schiavone | Anna-Lena Friedsam Donna Vekić Kateryna Kozłowa Margarita Gasparian |
| 9 listopada  | Open de Limoges Limoges 125 000 $ – Twarda (hala) – 32S/16Q/8D        | Barbora Krejčíková Mandy Minella | 1:6, 7:5, 10–6   | Margarita Gasparian Oksana Kalasznikowa | Kateřina Siniaková Francesca Schiavone | Anna-Lena Friedsam Donna Vekić Kateryna Kozłowa Margarita Gasparian |
| 9 listopada  | Hua Hin Championships Hua Hin 125 000 $ – Twarda – 32S/16Q/16D        | Jarosława Szwiedowa              | 6:4, 6:7(8), 6:4 | Naomi Ōsaka                             | Nao Hibino Wang Qiang                  | Liu Fangzhou Luksika Kumkhum Duan Yingying Hsieh Su-wei             |
| 9 listopada  | Hua Hin Championships Hua Hin 125 000 $ – Twarda – 32S/16Q/16D        | Liang Chen Wang Yafan            | 6:3, 6:4         | Varatchaya Wongteanchai Yang Zhaoxuan   | Nao Hibino Wang Qiang                  | Liu Fangzhou Luksika Kumkhum Duan Yingying Hsieh Su-wei             |
| 16 listopada | Taipei Open Tajpej 125 000 $ – Dywanowa (hala) – 32S/8Q/16D           | Tímea Babos                      | 7:5, 6:3         | Misaki Doi                              | Jewgienija Rodina Kirsten Flipkens     | Luksika Kumkhum Liu Chang Stefanie Vögele Jarosława Szwiedowa       |
| 16 listopada | Taipei Open Tajpej 125 000 $ – Dywanowa (hala) – 32S/8Q/16D           | Kanae Hisami Kotomi Takahata     | 6:1, 6:2         | Marina Mielnikowa Elise Mertens         | Jewgienija Rodina Kirsten Flipkens     | Luksika Kumkhum Liu Chang Stefanie Vögele Jarosława Szwiedowa       |
| 23 listopada | Carlsbad Classic Carlsbad 125 000 $ – Twarda – 32S/8Q/8D              | Yanina Wickmayer                 | 6:3, 7:6(4)      | Nicole Gibbs                            | Maria Sakari Jennifer Brady            | Catherine Bellis Samantha Crawford Marina Mielnikowa Tatjana Maria  |
| 23 listopada | Carlsbad Classic Carlsbad 125 000 $ – Twarda – 32S/8Q/8D              | Gabriela Cé Verónica Cepede Royg | 1:6, 6:4, 10–8   | Oksana Kalasznikowa Tatjana Maria       | Maria Sakari Jennifer Brady            | Catherine Bellis Samantha Crawford Marina Mielnikowa Tatjana Maria  |

## Wygrane turnieje

### Klasyfikacja tenisistek
| Wygrane | Zawodniczka          | S | D   | S | D |
| ------- | -------------------- | - | --- | - | - |
| 3       | Zheng Saisai         | ● | ● ● | 1 | 2 |
| 1       | Tímea Babos          | ● |     | 1 | 0 |
| 1       | Caroline Garcia      | ● |     | 1 | 0 |
| 1       | Jelena Janković      | ● |     | 1 | 0 |
| 1       | Jarosława Szwiedowa  | ● |     | 1 | 0 |
| 1       | Yanina Wickmayer     | ● |     | 1 | 0 |
| 1       | Gabriela Cé          |   | ●   | 0 | 1 |
| 1       | Verónica Cepede Royg |   | ●   | 0 | 1 |
| 1       | Chang Kai-chen       |   | ●   | 0 | 1 |
| 1       | Kanae Hisami         |   | ●   | 0 | 1 |
| 1       | Barbora Krejčíková   |   | ●   | 0 | 1 |
| 1       | Liang Chen           |   | ●   | 0 | 1 |
| 1       | Mandy Minella        |   | ●   | 0 | 1 |
| 1       | Kotomi Takahata      |   | ●   | 0 | 1 |
| 1       | Wang Yafan           |   | ●   | 0 | 1 |
| 1       | Zhang Kailin         |   | ●   | 0 | 1 |

### Klasyfikacja państw
| Wygrane | Kraj            | S | D |
| ------- | --------------- | - | - |
| 5       | Chiny           | 1 | 4 |
| 1       | Belgia          | 1 | 0 |
| 1       | Francja         | 1 | 0 |
| 1       | Kazachstan      | 1 | 0 |
| 1       | Serbia          | 1 | 0 |
| 1       | Węgry           | 1 | 0 |
| 1       | Brazylia        | 0 | 1 |
| 1       | Chińskie Tajpej | 0 | 1 |
| 1       | Czechy          | 0 | 1 |
| 1       | Japonia         | 0 | 1 |
| 1       | Luksemburg      | 0 | 1 |
| 1       | Paragwaj        | 0 | 1 |